# Coppa Italia 2022-2023 (calcio femminile)
L'edizione 2022-2023, denominata a partire dai quarti di finale Coppa Italia Ferrovie dello Stato Italiane 2022-2023 per ragioni di sponsorizzazione è stata la cinquantunesima della storia della Coppa Italia di calcio femminile. La competizione è iniziata il 28 agosto 2022 e si è conclusa il 4 giugno 2023 con la finale.
Il trofeo è stato vinto per la terza volta dalla Juventus, che in finale ha battuto la Roma per 1-0 grazie a una rete di Barbara Bonansea nei minuti di recupero del secondo tempo.

## Squadre partecipanti
Partecipano alla competizione 26 squadre: le 10 di Serie A e le 16 di Serie B. 
La graduatoria è composta indicando la vincitrice dell'edizione precedente al primo posto, quindi, a seconda della posizione nella classifica finale del campionato nella stagione precedente, prima le squadre di Serie A, poi quelle di serie B. 
Il Genoa e la Ternana, iscritte al campionato di Serie B a seguito dell'acquisto del titolo sportivo rispettivamente del Cortefranca e del Pink Sport Time, mantengono la posizione delle società che hanno sostituito.
| Squadre    | Rank    |
| Serie A    | Serie A |
| ---------- | ------- |
| Juventus   | 1       |
| Roma       | 2       |
| Milan      | 3       |
| Sassuolo   | 4       |
| Inter      | 5       |
| Sampdoria  | 6       |
| Fiorentina | 7       |
| Pomigliano | 8       |
| Parma      | 9       |
| Como       | 10      |

| Squadre         | Rank    |
| Serie B         | Serie B |
| --------------- | ------- |
| Napoli          | 11      |
| Lazio           | 12      |
| Verona          | 13      |
| Brescia         | 14      |
| San Marino      | 15      |
| ChievoVerona FM | 16      |
| Torres          | 17      |
| Genoa           | 18      |
| Cittadella      | 19      |
| Ravenna         | 20      |
| Tavagnacco      | 21      |
| Ternana         | 22      |

| Squadre      | Rank    |
| Serie B      | Serie B |
| ------------ | ------- |
| Cesena       | 23      |
| Apulia Trani | 24      |
| Arezzo       | 25      |
| Trento CF    | 26      |

## Date
| Fase               | Turno             | Data                                  |                                       |
| ------------------ | ----------------- | ------------------------------------- | ------------------------------------- |
| Turno preliminare  | Turno preliminare | 28 agosto 2022                        | 28 agosto 2022                        |
| Gironi eliminatori | 1ª giornata       | 10-11-21 settembre, 9 ottobre 2022    | 10-11-21 settembre, 9 ottobre 2022    |
| Gironi eliminatori | 2ª giornata       | 2-10-29 novembre 2022, 5 gennaio 2023 | 2-10-29 novembre 2022, 5 gennaio 2023 |
| Gironi eliminatori | 3ª giornata       | 7-8 gennaio 2023                      | 7-8 gennaio 2023                      |
| Fase finale        | Quarti di finale  | 24-25 gennaio 2023 7-8 febbraio 2023  | 24-25 gennaio 2023 7-8 febbraio 2023  |
| Fase finale        | Semifinali        | 4-5 marzo 2023 11 marzo 2023          | 4-5 marzo 2023 11 marzo 2023          |
| Fase finale        | Finale            | 4 giugno 2023                         | 4 giugno 2023                         |

## Formula
Alla competizione prendono parte le 10 squadre partecipanti alla Serie A e le 16 squadre partecipanti alla Serie B. La competizione si articola su cinque fasi. La prima fase è un turno preliminare che coinvolge le ultime quattro squadre della graduatoria, la seconda è caratterizzata dai gironi eliminatori ai quali prendono parte le due vincitrici del turno preliminare e le 22 squadre rimanenti: le compagini sono suddivise in otto gironi da tre squadre ciascuno. Nei gironi si giocano gare di sola andata, e vengono ammesse ai quarti di finale solamente le otto vincitrici dei gironi. A partire dalla seconda fase, i quarti di finale si disputano su gare di andata e ritorno, come le semifinali, mentre la finale si disputa su gara unica in campo neutro.

## Turno preliminare
Al turno preliminare prendono parte le ultime quattro squadre della graduatoria, ossia il Cesena, undicesimo classificato nella Serie B 2021-2022, e le tre neopromosse in Serie B: Apulia Trani, Arezzo e Trento CF.
| Squadra 1      | Risultato | Squadra 2 |
| -------------- | --------- | --------- |
| 28 agosto 2022 |           |           |
| Cesena         | 5 - 1     | Trento CF |
| Apulia Trani   | 0 - 3     | Arezzo    |

| Arbitro: | Lascaro (Matera) |

|  |           |                                           |
|  | Marcatori | 11’ Razzolini 38’ Paganini 51’ Ceccarelli |

| Arbitro: | Dini (Città di Castello) |

|                                                         |           |                |
| Porcarelli 20’, 60’ Distefano 66’ Casadei 82’ Costi 90’ | Marcatori | 43’ A. Tonelli |

## Gironi eliminatori
Il sorteggio per determinare la composizione dei gironi eliminatori si è tenuto il 31 agosto 2022, al quale è seguita la programmazione delle gare.

### Girone A

#### Classifica
| Pos. | Squadra    | Pt | G | V | N | P | GF | GS | DR |
| ---- | ---------- | -- | - | - | - | - | -- | -- | -- |
| 1.   | Sampdoria  | 6  | 2 | 2 | 0 | 0 | 5  | 1  | +4 |
| 2.   | San Marino | 3  | 2 | 1 | 0 | 1 | 4  | 6  | -2 |
| 3.   | Ravenna    | 0  | 2 | 0 | 0 | 2 | 4  | 6  | -2 |

#### Risultati
| Arbitro: | Picardi (Viareggio) |

|                                     |           |                                                    |
| Burbassi 45+1’ Gardel 62’ Raggi 75’ | Marcatori | 28’, 54’ Papaleo 36’ (rig.) Barbieri 68’ Marengoni |

| Arbitro: | Curia (Ascoli Piceno) |

|          |           |                     |
| Domi 85’ | Marcatori | 6’ Cedeño 9’ Seghir |

| Arbitro: | Zoppi (Firenze) |

|  |           |                             |
|  | Marcatori | 27’ Pisani 69’ Baldi 80’ Re |

### Girone B

#### Classifica
| Pos. | Squadra    | Pt | G | V | N | P | GF | GS | DR |
| ---- | ---------- | -- | - | - | - | - | -- | -- | -- |
| 1.   | Juventus   | 6  | 2 | 2 | 0 | 0 | 7  | 2  | +5 |
| 2.   | Cittadella | 3  | 2 | 1 | 0 | 1 | 3  | 3  | 0  |
| 3.   | Brescia    | 0  | 2 | 0 | 0 | 2 | 1  | 6  | -5 |

#### Risultati
| Arbitro: | Maccorin (Pordenone) |

|                   |           |  |
| Kongoulī 27’, 45’ | Marcatori |  |

| Arbitro: | Caldera (Como) |

|              |           |                                                |
| Kongoulī 44’ | Marcatori | 31’ Zamanian 42’ Bonfantini 83’ (rig.) Girelli |

| Arbitro: | Poli (Verona) |

|              |           |                                                   |
| L. Merli 57’ | Marcatori | 13’ Pfattner 72’ Sembrant 85’ Girelli 90’ Boattin |

### Girone C

#### Classifica
| Pos. | Squadra | Pt | G | V | N | P | GF | GS | DR |
| ---- | ------- | -- | - | - | - | - | -- | -- | -- |
| 1.   | Roma    | 4  | 2 | 1 | 1 | 0 | 4  | 1  | +3 |
| 2.   | Como    | 4  | 2 | 1 | 1 | 0 | 2  | 1  | +1 |
| 3.   | Arezzo  | 0  | 2 | 0 | 0 | 2 | 0  | 4  | -4 |

#### Risultati
| Arbitro: | Paccagnella (Bologna) |

|  |           |                 |
|  | Marcatori | 57’ Stapelfeldt |

| Arbitro: | Frizza (Perugia) |

|  |           |                                              |
|  | Marcatori | 22’ Landström 36’ (rig.) Ciccotti 90+3’ Haug |

| Arbitro: | Teghille (Collegno) |

|             |           |           |
| Beccari 40’ | Marcatori | 41’ Haavi |

### Girone D

#### Classifica
| Pos. | Squadra | Pt | G | V | N | P | GF | GS | DR |
| ---- | ------- | -- | - | - | - | - | -- | -- | -- |
| 1.   | Inter   | 4  | 2 | 1 | 1 | 0 | 6  | 1  | +5 |
| 2.   | Parma   | 2  | 2 | 0 | 2 | 0 | 6  | 6  | 0  |
| 3.   | Cesena  | 1  | 2 | 0 | 1 | 1 | 5  | 10 | -5 |

#### Risultati
| Arbitro: | Boiani (Pesaro) |

|                                                        |           |                                                                     |
| Costi 58’ Distefano 76’, 87’ Cuciniello 78’ Ploner 81’ | Marcatori | 22’ (rig.) Martinovic 29’ Cambiaghi 36’ Acuti 55’ Bardin 64’ Pirone |

| Arbitro: | Possanzini (Foligno) |

|  |           |                                                           |
|  | Marcatori | 12’, 30’ Marinelli 37’ Alborghetti 45’ Fördős 50’ Brustia |

| Arbitro: | Migliorini (Verona) |

|             |           |                    |
| Banusic 89’ | Marcatori | 65’ (rig.) Bonetti |

### Girone E

#### Classifica
| Pos. | Squadra    | Pt | G | V | N | P | GF | GS | DR  |
| ---- | ---------- | -- | - | - | - | - | -- | -- | --- |
| 1.   | Fiorentina | 6  | 2 | 2 | 0 | 0 | 11 | 1  | +10 |
| 2.   | Verona     | 3  | 2 | 1 | 0 | 1 | 4  | 7  | -3  |
| 3.   | Genoa      | 0  | 2 | 0 | 0 | 2 | 4  | 11 | -7  |

#### Risultati
| Arbitro: | Esposito (Napoli) |

|                            |           |                                          |
| Bargi 8’, 9’ Tortarolo 44’ | Marcatori | 14’, 18’ Peretti 34’ Vergani 80’ Capucci |

| Arbitro: | Olmi Zippilli (Mantova) |

|           |           |                                                              |
| Abate 78’ | Marcatori | 2’, 30’ Boquete 25’, 28’ Longo 48’, 57’ Huchet 83’ Monnecchi |

| Arbitro: | Rodigari (Bergamo) |

|  |           |                                                        |
|  | Marcatori | 12’ Kaján 19’ Severini 46’ Jóhannsdóttir 58’ Mijatović |

### Girone F

#### Classifica
| Pos. | Squadra | Pt | G | V | N | P | GF | GS | DR |
| ---- | ------- | -- | - | - | - | - | -- | -- | -- |
| 1.   | Milan   | 6  | 2 | 2 | 0 | 0 | 9  | 0  | +9 |
| 2.   | Lazio   | 3  | 2 | 1 | 0 | 1 | 2  | 8  | -6 |
| 3.   | Ternana | 0  | 2 | 0 | 0 | 2 | 1  | 4  | -3 |

#### Risultati
| Arbitro: | Ursini (Pescara) |

|              |           |                              |
| Lombardo 15’ | Marcatori | 14’ Proietti 73’ Fuhlendorff |

| Arbitro: | Di Mario (Ciampino) |

|  |           |                          |
|  | Marcatori | 10’ Mesjasz 50’ Piemonte |

| Arbitro: | Di Loreto (Terni) |

|  |           |                                                                                                   |
|  | Marcatori | 12’ Fusetti 18’ Soffia 23’ Thomas 32’ Piemonte 65’ Thrige Andersen 66’ Bergamaschi 89’ K. Dubcová |

### Girone G

#### Classifica
| Pos. | Squadra    | Pt | G | V | N | P | GF | GS | DR |
| ---- | ---------- | -- | - | - | - | - | -- | -- | -- |
| 1.   | Pomigliano | 4  | 2 | 1 | 1 | 0 | 7  | 2  | +5 |
| 2.   | Napoli     | 4  | 2 | 1 | 1 | 0 | 3  | 2  | +1 |
| 3.   | Tavagnacco | 0  | 2 | 0 | 0 | 2 | 2  | 8  | -6 |

#### Risultati
| Arbitro: | Arnaut (Padova) |

|             |           |                |
| Magni 90+2’ | Marcatori | 13’, 55’ Gomes |

| Arbitro: | Terribile (Bassano del Grappa) |

|                |           |                                                            |
| De Matteis 52’ | Marcatori | 38’ Sangaré 42’, 61’, 65’ Martínez 75’ Amorim 90’ Ferrario |

| Arbitro: | Silvestri (Roma 1) |

|               |           |                   |
| Del Estal 24’ | Marcatori | 76’ (rig.) Amorim |

### Girone H

#### Classifica
| Pos. | Squadra         | Pt | G | V | N | P | GF | GS | DR |
| ---- | --------------- | -- | - | - | - | - | -- | -- | -- |
| 1.   | ChievoVerona FM | 4  | 2 | 1 | 1 | 0 | 3  | 2  | +1 |
| 2.   | Sassuolo        | 3  | 2 | 1 | 0 | 1 | 3  | 2  | +1 |
| 3.   | Torres          | 1  | 2 | 0 | 1 | 1 | 1  | 3  | -2 |

#### Risultati
| Arbitro: | Frasynyak (Gallarate) |

|                |           |            |
| Iannazzo 90+3’ | Marcatori | 9’ Puglisi |

| Arbitro: | Chirnoaga (Tivoli) |

|  |           |                     |
|  | Marcatori | 50’ Moraca 83’ Jane |

| Arbitro: | Allegretta (Molfetta) |

|                              |           |          |
| Ferrato 11’ Dallagiacoma 64’ | Marcatori | 46’ Jane |

## Quarti di finale
Ai quarti di finale accedono le 8 vincitrici dei gironi eliminatori. Gli accoppiamenti sono stati definiti in base alla graduatoria delle squadre partecipanti. Si sono svolte ad eliminazione diretta in gare di andata, il 25 gennaio 2023, e ritorno, il 7 e 8 febbraio 2023.
| Squadra 1       | Totale          | Squadra 2 | Andata | Ritorno     |
| --------------- | --------------- | --------- | ------ | ----------- |
|                 |                 |           |        |             |
| Sampdoria       | 6 - 6 (4-5 dtr) | Inter     | 2 - 3  | 4 - 3 (dts) |
| ChievoVerona FM | 0 - 6           | Juventus  | 0 - 3  | 0 - 3       |
| Fiorentina      | 1 - 2           | Milan     | 0 - 1  | 1 - 1       |
| Pomigliano      | 1 - 10          | Roma      | 1 - 8  | 0 - 2       |

### Andata
| Arbitro: | Molinaro (Lamezia Terme) |

|              |           |                                                                          |
| Bragonzi 78’ | Marcatori | 2’ Giugliano 6’, 67’ Glionna 50’ Giacinti 52’, 74’ Kajzba 64’, 73’ Alves |

| Arbitro: | Bazzo (Bolzano) |

|  |           |              |
|  | Marcatori | 73’ Piemonte |

| Arbitro: | Bianchi (Prato) |

|                          |           |                                     |
| Pisani 64’ Fallico 90+1’ | Marcatori | 10’ Nchout 20’ Chawinga 37’ Bonetti |

| Arbitro: | Gasperotti (Rovereto) |

|  |           |                                    |
|  | Marcatori | 6’, 11’ Girelli 40’ (rig.) Cernoia |

### Ritorno
| Arbitro: | Angelucci (Foligno) |

|                                                      |                      |                                                     |
| Polli 5’ Chawinga 10’ Nchout 23’                     | Marcatori            | 49’ Regazzoli 52’ Prugna 68’ Tarenzi 73’ Bonfantini |
| Polli van der Gragt Nchout Thøgersen Pandini Mihashi | Tiri di rigore 5 – 4 | Tarenzi Bonfantini Prugna Cuschieri Re Čonč         |

| Arbitro: | Di Marco (Ciampino) |

|                    |           |                |
| Asllani 31’ (rig.) | Marcatori | 45’ Hamamrlund |

| Arbitro: | Mucera (Palermo) |

|                  |           |  |
| Kramžar 21’, 64’ | Marcatori |  |

| Arbitro: | Bozzetto (Bergamo) |

|                                                     |           |  |
| Bonansea 56’ Caruso 65’ (rig.) Girelli 90+3’ (rig.) | Marcatori |  |

## Semifinali
Alle semifinali hanno avuto accesso le 4 vincitrici dei quarti di finale. Si sono svolte ad eliminazione diretta in gare di andata e ritorno.
| Squadra 1 | Totale | Squadra 2 | Andata | Ritorno     |
| --------- | ------ | --------- | ------ | ----------- |
|           |        |           |        |             |
| Inter     | 2 - 3  | Juventus  | 1 - 1  | 1 - 2 (dts) |
| Milan     | 2 - 3  | Roma      | 1 - 0  | 1 - 3       |

### Andata
| Arbitro: | Crezzini (Siena) |

|           |           |            |
| Merlo 65’ | Marcatori | 29’ Grosso |

| Arbitro: | Bordin (Bassano del Grappa) |

|              |           |  |
| Piemonte 42’ | Marcatori |  |

### Ritorno
| Arbitro: | Carrione (Castellammare di Stabia) |

|                                   |           |              |
| Gunnarsdóttir 2’ Beerensteyn 115’ | Marcatori | 83’ Chawinga |

| Arbitro: | Kumara (Verona) |

|                                      |           |              |
| Alves 41’ Giacinti 63’ Losada 90+11’ | Marcatori | 31’ Piemonte |

## Finale
| Arbitro: | Delrio (Reggio Emilia) |

|                |           |  |
| Bonansea 90+3’ | Marcatori |  |